# Hendrika Johanna van Leeuwen
Hendrika Johanna van Leeuwen (3 de juliol de 1887 – 26 de febrer de 1974) fou una física holandesa, coneguda per les seves contribucions pioneres a la teoria de magnetisme. Va estudiar a la Universitat de Leiden sota la direcció de Hendrik Antoon Lorentz, obtenint el seu doctorat l'any 1919. La seva tesi explicava per què el magnetisme és un efecte essencialment quàntic, un resultat actualment conegut com el teorema de Bohr-van Leeuwen. (Niels Bohr havia arribat a la mateixa conclusió uns anys abans). Hendrika Johanna continuà investigant materials magnètics al "Technische Hogeschool Delft" (l'actual Universitat Tècnica de Delft), primer com a "ajudant" entre setembre de 1920 i abril de 1947, i posteriorment fou promocionada a "lector en de theoretische en toegepaste natuurkunde" (lector en física teòrica i aplicada).
Hendrika van Leeuwen era la cunyada de Gunnar Nordström, conegut com "l'Einstein de Finlàndia", qui va estudiar a Leiden amb Paul Ehrenfest, successor de Lorentz. La seva germana Cornelia (Nel) també començà un PhD a Leiden sota la direcció de Willem Keesom, però ho abandonà quan es casà amb Nordström i es traslladà amb ell a Helsinki.